# 2-я лёгкая стрелковая бригада
2-я лёгкая стрелковая бригада, 2-я лёгко-стрелковая бригада — стрелковое формирование (соединение) РККА ВС Союза ССР в Великой Отечественной войне.

## История
Бригада сформирована в сентябре 1941 года из 9-го стрелкового полка (был сформирован в городе Петрозаводск в июле 1941 года) и 10-го запасного полка НКВД (был сформирован в городе Петрозаводск в июле 1941 года), маршевого пополнения АрхВО в составе Карельского фронта, в Петрозаводске.
В составе действующей армии с 25 сентября по 16 декабря 1941 года.
Вела бои на южных подступах к Петрозаводску в районе Ужесельга, после оставления Петрозаводска 30 сентября 1941 года севернее его, на рубеже реки Шуя, в декабре 1941 года ведёт бои за Медвежьегорск в составе Медвежьегорской оперативной группы.
16 декабря 1941 года расформирована в связи с потерями, остатки личного состава переданы в 71-ю стрелковую дивизию и 313-ю стрелковую дивизию.

## Наименование
- Полное действительное наименование — 2-я лёгкая стрелковая бригада.
- Сокращённое действительное наименование — 2 лсбр;
- Полное условное наименование — Полевая почта № ?????.

## Состав
- управление;
- 9-й стрелковый полк;
- 10-й запасной стрелковый полк НКВД;

## В составе
| Дата            | Фронт (округ)    | Армия                              | Корпус | Примечания |
| --------------- | ---------------- | ---------------------------------- | ------ | ---------- |
| 25.09.1941 года | —                | 7-я отдельная армия                | —      | —          |
| 01.11.1941 года | Карельский фронт | Медвежьегорская оперативная группа | —      | —          |
| 01.12.1941 года | Карельский фронт | Медвежьегорская оперативная группа | —      | —          |

## Командование бригады
- Пименов, Николай Андреевич (12.10.1941 — 20.12.1942)[2]